# Eu când vreau să fluier, fluier (film)
Eu când vreau să fluier, fluier este o dramă cinematografică din anul 2010 regizată de Florin Șerban după piesa omonimă de Andreea Vălean. Filmul a fost nominalizat pentru premiul Ursul de Aur la Festivalul Internațional de Film de la Berlin în 2010 și a primit la aceeași ediție Marele Premiu al Juriului (Ursul de Argint).
Filmul a adus 54.000 de spectatori în cinematografe în anul 2010.

## Povestea
Un tânăr român Silviu (George Piștereanu) este condamnat pentru furt la o pedeapsă cu închisoarea de patru ani. Cu câteva zile înainte de eliberarea sa, el ia cunoștință de revenirea mamei sale, care a găsit de lucru în Italia și intenționează să plece în acea țară și vrea să îl ia cu ea pe fratele mai mic al lui Silviu. El plănuiește să preîntâmpine acest lucru și în timpul pregătirilor face cunoștință cu tânăra asistentă socială și studentă la sociologie, Ana (Ada Condeescu), pe care el decide intempestiv să o răpească.

## Distribuția
- George Piștereanu - Silviu
- Ada Condeescu - Ana
- Mihai Constantin - Directorul penitenciarului
- Clara Vodă - Mama

După succesul din pelicula „Eu când vreau să fluier, fluier”, deținutul Papan Chilibar a ajuns din nou în arestul Poliției.

## Premii și distincții
| An   | Festival    | Rezultat | Premiu          | Categorie                                        | Numele premiatului                                            |
| 2010 | Berlinale   | câștigat | Ursul de Argint | Premiul Alfred Bauer acordat lui Florin Șerban   | Florin Șerban                                                 |
| 2011 | Galele Gopo | câștigat | Gopo            | Cel mai bun film                                 | Cătălin Mitulescu și Daniel Mitulescu (producătorii filmului) |
| 2011 | Galele Gopo | câștigat | Gopo            | Cel mai bun regizor                              | Florin Șerban                                                 |
| 2011 | Galele Gopo | câștigat | Gopo            | Cel mai bun debut                                | Florin Șerban                                                 |
| 2011 | Galele Gopo | câștigat | Gopo            | Cea mai bună actriță (rol secundar)              | Clara Vodă                                                    |
| 2011 | Galele Gopo | câștigat | Gopo            | Cea mai bună coloană sonoră                      | Thomas Huhn, Andreas Franck, Florin Tăbăcaru și Gelu Costache |
| 2011 | Galele Gopo | câștigat | Gopo            | Tânără speranță (actor)                          | George Piștereanu                                             |
| 2011 | Galele Gopo | câștigat | Gopo            | Premiul publicului (cu 55.858 de bilete vândute) | Cătălin Mitulescu și Daniel Mitulescu (producătorii filmului) |